# Dąb Beczka
Dąb Beczka – dąb z rosnący w Puszczy Białowieskiej, który osiągnął największy obwód pnia (na wysokości 130 cm od podstawy – 760 cm, wysokość ponad 30 m). Jeszcze pod koniec lat 80. XX wieku kondycja drzewa była całkiem dobra – praktycznie wszystkie konary w koronie pokryte były liśćmi. Gwałtowne załamanie żywotności drzewa nastąpiło na początku lat 90.
Drzewo dziś jest już martwe – uschło w 1992 roku, pień jest obecnie w znacznym stopniu pozbawiony kory. Nazwa pochodzi od beczkowatego kształtu pnia. Prawdopodobnie do zniekształcenia dolnej partii pnia przyczynił się grzyb – ozorek dębowy.
Drzewo w białowieskim mateczniku pod koniec lat 70. wyśledził Jacek Wysmułek i to z jego inicjatywy zostało ono pisane do rejestru drzew pomnikowych.
Pierwotnie wiek dębu oceniano na ponad 600 lat, obecnie uważa się, że nie miał więcej niż 450.